# João Vaz Corte-Real

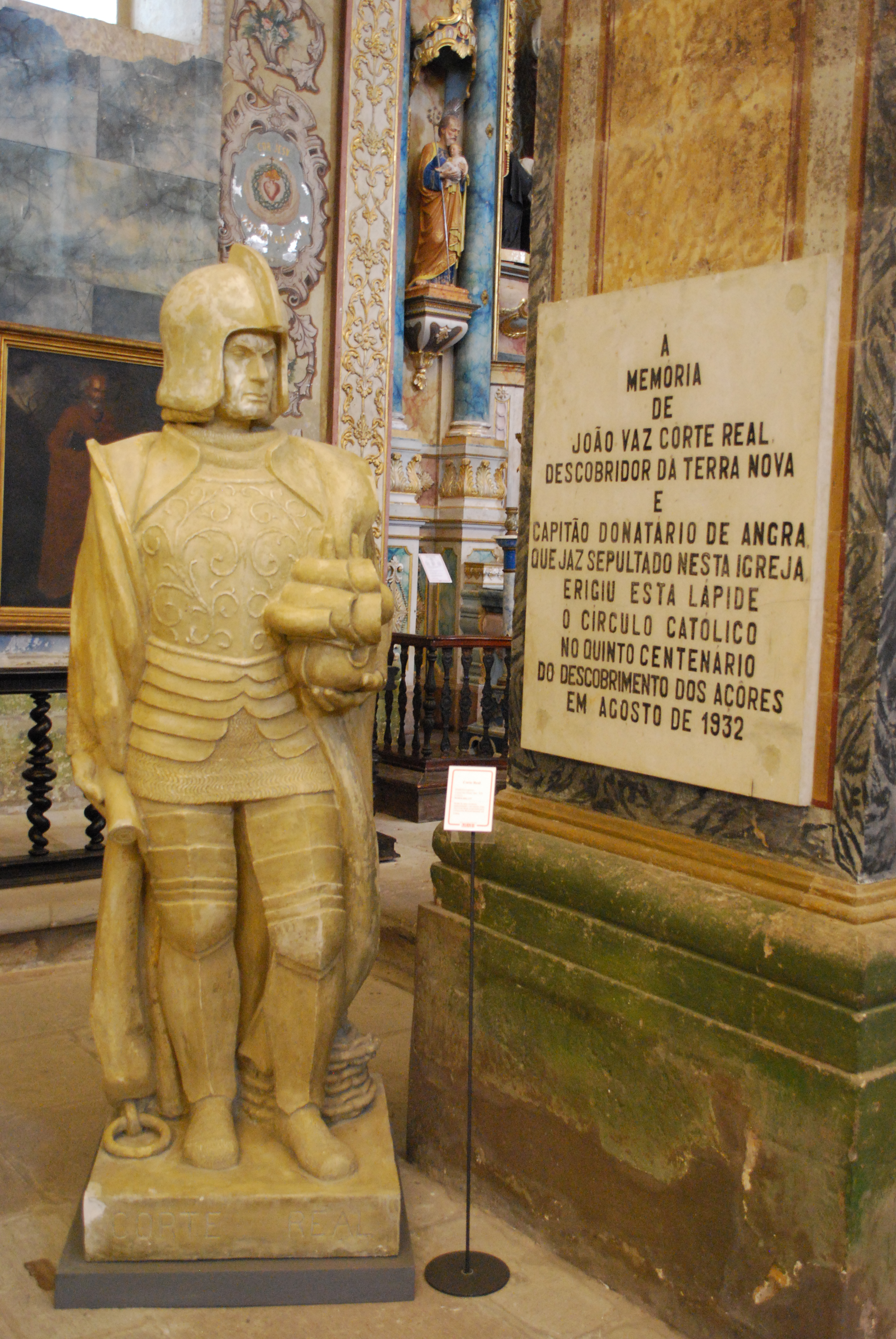
Grafmonument in het klooster São Francisco in Angra do Heroísmo

João Vaz Corte-Real (ca.1420-1496) was een telg uit de adellijke Portugese Corte-Real familie. Hij zou twintig jaar voor Christoffel Columbus, Newfoundland, Canada hebben ontdekt.

## Leven
In 1472 kreeg hij het eiland São Jorge in de Azoren in vruchtgebruik. Na de verdwijning van Jacob van Brugge in 1474 werd het eiland Terceira in twee gesplitst, João Vaz Corte-Real kreeg het zuidelijke deel, Angra, waar hij zal verblijven tot het einde van zijn dagen.

## Fictie
João Vaz Corte-Real had twee zonen Miguel en Gaspar, die ontdekkingsreizigers waren en rond 1500 Newfoundland hebben bezocht. De zaak wordt later omgedraaid, dat beide zonen hun vader hebben bijgestaan.
Een tweede maal wordt João Vaz Corte-Real vernoemd in de fictieve ontdekkingsreis van Groenland en Newfoundland in 1473 onder de auspiciën van de koning Christiaan I van Denemarken onder leiding van zeevaarder Didrik Pining, wat qua datering vrij onwaarschijnlijk is.
Een derde maal is het boek Saudades de terra uit 1575 van Gaspar Frutuoso, specialist van Macaronesië, waarin João Vaz Corte-Real en Terra Nova do Bacalhau (Nieuw land van de kabeljauw) worden vernoemd. Waar dat land ligt wordt niet vermeld.